# Jan Provost

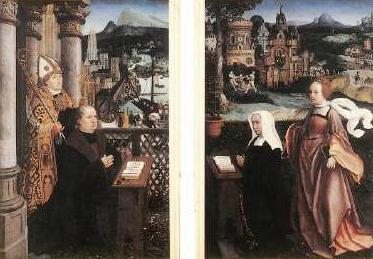
Donante y su esposa, con San Nicolás y Santa Godelina.

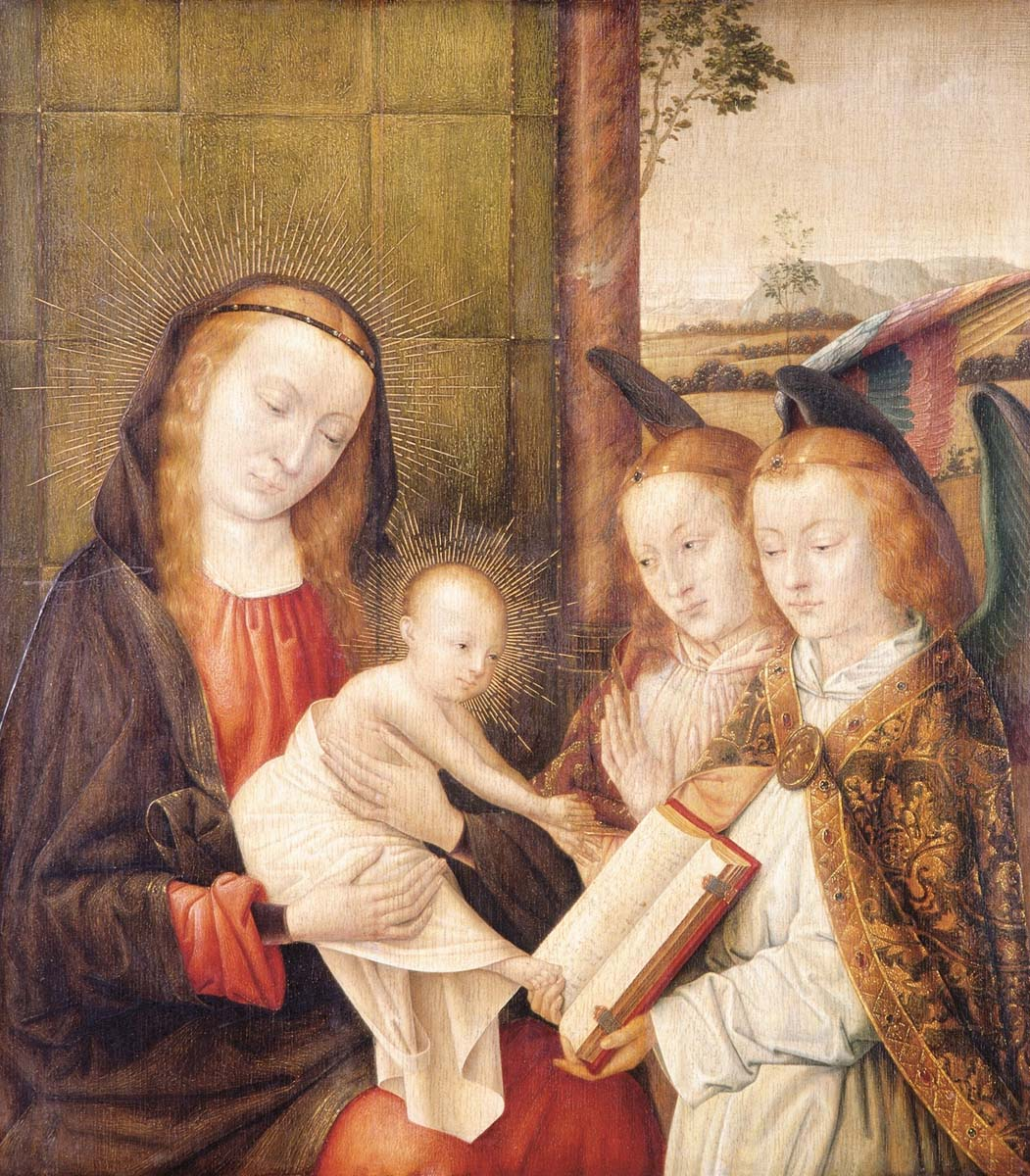
Madona, menino e dois anjos.

Jan Provoost, o Jan Provost (Mons, 1465-Brujas, 1529) fue un pintor flamenco.
Fue uno de los más famosos pintores de su generación. Conoció a Durero en Amberes, en 1520. Hay una efigie de este último en la National Gallery de Londres que se cree pintada por Provost. Las pinturas religiosas de Provost acusan la influencia tanto de Gérard David como de Hans Memling.

## Obras destacadas
- Crucifixión, c. 1495 Metropolitan Museum of Art de Nueva York

- Crucifixión, c. 1500 Museo Groeninge de Brujas

- La Virgen en Gloria, c. 1524 Museo del Hermitage de San Petersburgo

- El Juicio Final, Institute of Arts de Chicago

- El Juicio Final, 1525 Museo Groeninge de Brujas

- Zacarías,[1] Museo del Prado de Madrid
- La Virgen con el Niño[2], Museo del Prado de Madrid.

- Retrato de dama,[3] Museo Thyssen-Bornemisza de Madrid
- Madona, menino e dois anjos,[4] Casa Museu Eva Klabin de Rio de Janeiro, Brasil